# Ray Parlour
Ray Parlour (Londen, 7 maart 1973) is een voormalig voetballer afkomstig uit Engeland, in het Verenigd Koninkrijk. Hij speelde op het middenveld, als centrale middenvelder, maar ook als rechtshalf kon hij uit de voeten. Het overgrote gedeelte van zijn carrière speelde Ray Parlour bij de Londense topclub Arsenal FC. Zijn professionele voetballoopbaan sloot hij echter af bij Hull City. Van 1992 tot en met 2007 was Parlour op de Engelse voetbalvelden te bewonderen. Tegenwoordig is hij een professioneel pokerspeler. Daarnaast geeft hij nu commentaar in voetbalprogramma's op de Engelse televisie.

## Arsenal
Nadat hij in 1989 zich als stagiair meldde bij de jeugdopleiding van Arsenal FC, zou de Londense vereniging de club worden waarvoor Ray Parlour zijn debuut zou maken in het professionele voetbal. Drie jaar later zou hij daadwerkelijk zijn eerste wedstrijd voor Arsenal spelen. Dit was direct tegen een topclub, namelijk Liverpool F.C. Hij veroorzaakte daarin echter een strafschop voor de tegenpartij. Mede hierdoor verloor Arsenal toen de wedstrijd met 2-0. Dat seizoen, 1991/1992, zou Parlour maar zes keer in actie komen voor Arsenal. Toch wist hij zijn eerste doelpunt in de Division One, het laatste seizoen overigens voordat het de Premier League werd, in deze jaargang nog wel mee te pikken. Dit was in een met 3-1 gewonnen wedstrijd tegen Wimbledon FC.
In zijn vroege jaren bij het eerste team van Arsenal was Ray Parlour geen vaste basisspeler. Dit kwam mede doordat hij moeite had met discipline en er andere topspelers op het middenveld speelden, zoals Paul Merson, David Rocastle en de Deen John Jensen. Vanaf het seizoen 1994/1995 was er echter de ommekeer. Ondanks dat de concurrentie op het middenveld dat seizoen groter werd bij Arsenal, onder andere door de komst van Glenn Helder, speelde Parlour voor het eerst 30 wedstrijden in de competitie. In de competitie stelde Arsenal zwaar teleur. Het kwam niet in de buurt van kampioen Blackburn Rovers, want de Londense club eindigde op de twaalfde plaats. Ook in de FA Cup was het al snel uitgeschakeld, door het kleine Millwall FC. Desalniettemin presteerde Parlour met Arsenal in de Beker voor Bekerwinnaars erg goed. Na clubs als AJ Auxerre en Sampdoria te hebben verslagen, kwam het in de finale tegenover het Spaanse Real Zaragoza te staan. Die wedstrijd werd verloren met 2-1, waardoor Parlour de hoofdprijs aan zijn neus voorbij zag gaan.
De seizoenen erop zou het geleidelijk aan weer beter gaan met Arsenal in de competitie, met de komst van de Franse trainer Arsène Wenger. Na achtereenvolgens vijfde en derde te zijn geworden, kwam het grote succes voor Parlour met Arsenal in het seizoen 1997/1998. Parlour was dat seizoen de middenvelder van Arsenal die het meest in actie was gekomen, met 34 wedstrijden, en werd zelfs Arsenals speler van de maand in november. Met topspelers als Dennis Bergkamp, Marc Overmars en Patrick Vieira in het team werd Arsenal dat seizoen kampioen van Engeland, voor het eerst sinds 1991. Alhoewel in Europa Arsenal al snel werd uitgeschakeld door het Griekse PAOK Saloniki, reikte de club wel ver in de binnenlandse bekercompetities. Zo werd op 16 mei 1998 Newcastle United met 2-0 verslagen in de finale van de FA Cup, door doelpunten van Overmars en Nicolas Anelka. Man of the Match werd toen Ray Parlour.
Dankzij zijn goede prestaties bij Arsenal verdiende Ray Parlour ondertussen ook een uitnodiging voor het Engels nationale elftal. Zijn debuut zou hij in 1999 maken tegen Polen. Tot en met het seizoen 2001/2002 zou Parlour een vaste kracht binnen het team van Arsenal blijven. Zo scoorde hij tegen Werder Bremen in 2000 een hattrick in de kwartfinale van de UEFA Cup. Uiteindelijk zou Arsenal tot de finale reiken, waarin het verloor van het Turkse Galatasaray SK. Tijdens het nemen van strafschoppen was Parlour de enige succesvolle "Gunner". Na 2002 nam zijn betekenis voor het team geleidelijk aan af. Door de komst van voetballers als Robert Pirès, Gilberto Silva en Giovanni van Bronckhorst werd de concurrentie voor een plek op het middenveld weer immens. Tot en met het seizoen 2003/2004 zou Parlour onder contract blijven staan bij Arsenal. Daarna vertrok hij naar een andere club in de Premier League en moest de Arsenalfans afscheid nemen van een van de populairste spelers van het team. In totaal speelde Parlour 339 competitiewedstrijden voor Arsenal. Daarin scoorde hij 22 keer.

## Middlesbrough
In 2004 maakte Ray Parlour de overstap van Arsenal naar Middlesbrough F.C. Daar kwam hij samen te spelen met de Nederlanders George Boateng, Boudewijn Zenden, Jimmy Floyd Hasselbaink en Michael Reiziger. Middlesbrough zat toentertijd in de lift en speelde, dankzij een zevende plaats in de competitie, ook Europees voetbal. Zo werd de finale van de UEFA Cup in het seizoen 2005/2006 behaald. Daarin werd echter kansloos met 4-0 verloren van het Spaanse Sevilla FC. Hierdoor heeft Parlour drie van de vier door hem behaalde finales van een Europees bekertoernooi verloren. Hoewel Ray Parlour in twee en een half seizoen 46 wedstrijden voor Middlesbrough speelde, wist hij nooit een doelpunt te maken voor de club. Op 25 januari 2007 werd zijn contract ontbonden, waardoor hij een vrije speler werd.

## Hull City
Na meegetraind te hebben bij Arsenal om zijn conditie op peil te houden, werd in februari van het jaar 2007 Ray Parlour een contract aangeboden door Hull City, dat destijds uitkwam in de Football League Championship. In het overgebleven half jaar van dat seizoen bleef Hull City degradatie gespaard, onder andere door de inzet van Parlour. Desondanks werd hem aan het einde van het seizoen geen nieuw contract aangeboden. Daardoor heeft hij de successen van de club, die uiteindelijk zelfs de Premier League zou bereiken, niet meer meegemaakt. Ray Parlour speelde voor Hull City, zonder daarin te scoren, vijftien wedstrijden.

## Interlandcarrière
Vanwege zijn goede prestaties aan het einde van jaren 90 bij Arsenal, was een selectie van Ray Parlour voor het nationale team van Engeland slechts een kwestie van tijd. Om het WK 1998, gehouden in Frankrijk, mee te maken, kwam dit echter te laat. Toenmalig bondscoach gaf de voorkeur aan Darren Anderton van Tottenham Hotspur, boven Parlour. Hierdoor moest Parlour met zijn debuut wachten tot 27 maart 1999. In een EK-kwalificatiewedstrijd tegen Polen maakte hij, net als Tim Sherwood, zijn debuut voor Engeland onder leiding van de eveneens debuterende bondscoach Kevin Keegan. De wedstrijd werd met 3-1 gewonnen door een hattrick van Paul Scholes. Het EK waar deze wedstrijd voor gespeeld werd, EURO 2000, moest Parlour echter missen vanwege een knieblessure. In 2000 speelde hij zijn tiende en laatste interland. Deze was tegen Italië, en werd met 1-0 verloren door een doelpunt van Gennaro Gattuso. Zelf scoorde Parlour nooit in een interland. Het dichtstbij kwam hij in oktober 2000 tegen Finland. Toen zijn schot tegen de lat aan was gekomen, stuiterde de bal over de doellijn. De wedstrijdleiding zag het echter verkeerd en keurde het doelpunt af.
Voor Engeland onder 21 scoorde Parlour evenmin. Daar won hij daarentegen wel een prijs mee, namelijk het Toulon Espoirs-toernooi. Van 1992 tot en met 1994 speelde Parlour voor Engeland onder 21. Daar speelde hij twaalf wedstrijden voor. Tegenwoordig speelt Parlour bij "The England Legends". Dit is een team van oud-internationals. Ze hebben wedstrijden gespeeld tegen onder andere Italië, Schotland en Ierland. Ook een team van Sterren van de Wereld was eens de tegenstander.
| Interlands van Ray Parlour voor Engeland | Interlands van Ray Parlour voor Engeland | Interlands van Ray Parlour voor Engeland | Interlands van Ray Parlour voor Engeland | Interlands van Ray Parlour voor Engeland | Interlands van Ray Parlour voor Engeland |
| №                                        | Datum                                    | Wedstrijd                                | Uitslag                                  | Competitie                               | Goals                                    |
| ---------------------------------------- | ---------------------------------------- | ---------------------------------------- | ---------------------------------------- | ---------------------------------------- | ---------------------------------------- |
| 1                                        | 27.03.1999                               | Engeland – Polen                         | 3–1                                      | EK-kwalificatie                          |                                          |
| 2                                        | 05.06.1999                               | Engeland – Zweden                        | 0–0                                      | EK-kwalificatie                          |                                          |
| 3                                        | 09.06.1999                               | Bulgarije – Engeland                     | 1–1                                      | EK-kwalificatie                          |                                          |
| 4                                        | 04.09.1999                               | Engeland – Luxemburg                     | 6–0                                      | EK-kwalificatie                          |                                          |
| 5                                        | 17.11.1999                               | Engeland – Schotland                     | 0–1                                      | EK-kwalificatie                          |                                          |
| 6                                        | 23.02.2000                               | Engeland – Argentinië                    | 0–0                                      | Vriendschappelijk                        |                                          |
| 7                                        | 27.05.2000                               | Engeland – Brazilië                      | 1–1                                      | Vriendschappelijk                        |                                          |
| 8                                        | 07.10.2000                               | Engeland – Duitsland                     | 0–1                                      | WK-kwalificatie                          |                                          |
| 9                                        | 11.10.2000                               | Finland – Engeland                       | 0–0                                      | WK-kwalificatie                          |                                          |
| 10                                       | 15.11.2000                               | Italië – Engeland                        | 1–0                                      | Vriendschappelijk                        |                                          |

## Erelijst
- FA Cup: 1993, 1998, 2002, 2003 (Arsenal)
- League Cup: 1993 (Arsenal)
- Beker voor Bekerwinnaars: 1994 (Arsenal)
- Toulon Espoirs-toernooi: 1994 (Engeland onder 21)
- Vice-kampioen Beker voor Bekerwinnaars: 1995 (Arsenal)
- Premier League: 1998, 2002, 2004 (Arsenal)
- Vice-kampioen UEFA Cup: 2000 (Arsenal), 2006 (Middlesbrough)
- Vice-kampioen FA Cup: 2001 (Arsenal)